# Iégor Reznikoff
Pour les articles homonymes, voir Reznikoff.
Iégor Reznikoff, né le 13 mai 1938 à Paris, est un Français, mathématicien, philosophe et musicologue, spécialiste en particulier du chant sacré, ancien professeur à l'université Paris-Nanterre.

## Biographie

### Famille
Iégor Reznikoff naît le 13 mai 1938 à Paris, dans une famille d’origine russe issue de l'Intelligentsia de la fin du XIXe siècle et du rayonnement de laquelle le jeune Iégor a pu largement profiter.
Fils de Nathalie Kolbassine (Odessa 1903 jumelle - Paris 1992) et de Daniel Reznikoff (Moscou 1904 - Paris 1970), il est le frère d'André Reznikoff (1930), médecin.
De son union avec Tchernov, Olga Iéliséievna Tchernova, garde une forte empreinte socialiste et démocratique, que la famille, sous diverses formes, a toujours conservée. À Paris, Olga Iéliséievna et ses filles participent à la vie culturelle de l’émigration; elles sont très proches de Marina Tsvetaïeva, connue par Olga Iéliséievna déjà en Russie, mais surtout proches de l’écrivain et calligraphe, Alexeï Remizov, autour duquel se retrouvent beaucoup d’écrivains et intellectuels russes et français (Léon Chestov, Ivan Bounine, Boris Zaïtsev, l’orientaliste Basile Nikitine, les frères Lifar, Pierre Souvtchinsky (en), Pierre Pascal, spécialiste de la littérature russe, et plus tard, Armand Robin, A.Gatti, Henri Michaux, Marcel Arland, etc.), dont certains influencent le jeune Iégor. Les trois filles d’Olga Iéliséievna rencontrent chez Alexeï Remizov leurs futurs maris : Nathalie épouse le poète et typographe Daniel Reznikoff, de ce mariage sont nés André en 1930 et Iégor; la sœur jumelle, Olga, épouse le poète Vadim Andreiev, et Ariane épouse Vladimir Sossinski. En septembre 1939, la famille, excepté ceux qui sont au front, se réfugie à l’île d’Oléron.
Iégor Reznikoff a eu sept enfants, issus de deux mariages.

### Formation
Outre la culture russe de sa famille, Iégor Reznikoff bénéficie de l’éducation française: école maternelle des sœurs à Saint-Denis d’Oléron, école primaire à Niort et Cachan, École alsacienne, lycée Lakanal à Sceaux et lycée Buffon à Paris. Il poursuit des études supérieures à la faculté des sciences de Paris. Le cours 1956-1957 du mathématicien Jacques Dixmier l'incite à se diriger vers les mathématiques. Il se spécialise en logique mathématique; sous la direction de Georg Kreisel, il soutient sa thèse de doctorat d’État en 1966 devant le jury composé de Georg Kreisel, Gustave Choquet, Henri Cartan, Jacques Dixmier, Daniel Lacombe).
Parallèlement à ses études secondaires, il poursuit son éducation musicale au piano et en composition avec Bep Geuer (1889-1979), femme compositeur hollandaise, puis avec Yvette Grimaud (élève d’Olivier Messiaen et condisciple de Pierre Boulez) qui introduit le jeune Iégor à l'écoute subtile des intervalles non tempérés.
En philosophie, influencé par les cours de Claude Khodoss au lycée Buffon, puis par ceux de Jean Wahl à la Sorbonne, il prépare une thèse sur Léon Chestov (non soutenue). Iégor Reznikoff enseignera la philosophie antique et la philosophie des sciences.

### Enseignement
De 1961 à 1971, Iégor Reznikoff enseigne les mathématiques dans les universités de Paris, Orléans et Reims. Invité par Alfred Tarski à l’université de Californie à Berkeley en 1971, à la suite de ses travaux en logique mathématique, il est nommé titulaire de la chaire de logique au département de philosophie à l’université de Paris X (aujourd’hui université Paris-Nanterre) de 1971 à 2008. Il y dirige cinq thèses au sein de ce département . Professeur émérite, il continue à participer à des séminaires et congrès.
Dans le domaine musical, il enseigne l’intonation juste des gammes anciennes et dans cette approche, le chant chrétien antique, dans plusieurs établissements, conservatoire national supérieur de musique et de danse de Lyon, conservatoire d'Amsterdam, Académie Sibelius, conservatoire Rimski-Korsakov de Saint-Pétersbourg, conservatoire Tchaïkovski de Moscou, ainsi que dans de nombreuses communautés religieuses.

## Travaux

### Mathématiques, logique mathématique et fondements de la physique
Les travaux de Iégor Reznikoff portent principalement sur la logique mathématique et l’algèbre. En 1963-1964, il résout une question posée par Alfred Tarski en 1930,, réactualisée par Georg Kreisel et Ernst Specker et restée alors ouverte, concernant l’axiomatisation indépendante d’ensembles non dénombrables de formules de la logique classique,,). Ces questions d’indépendance qui remontent aux fondements de la géométrie (indépendance de l’axiome d’Euclide sur les parallèles) ont été reprises par David Hilbert dans son approche des fondements de la géométrie et de l’arithmétique, la question générale étant « peut-on ramener un ensemble infini d’axiomes à un ensemble d’axiomes indépendants, ensemble équivalent au précédent ? »
En 1993-94, Iégor Reznikoff démontre le résultat plus fort que tout ensemble de formules de la logique classique (de cardinalité régulière), est équivalent à un ensemble libre de formules (libre au sens algébrique des algèbres de Boole),. Il étudie aussi ces problèmes du point de vue de la récursivité et de la logique intuitionniste. Ces résultats, en logique, sur les notions d’indépendance et d’indépendance absolue (notion de formules libres) donnent une base, un fondement logique et non seulement philosophique, à la Monadologie de Leibniz, la question scientifique et philosophique, mais aussi existentielle, apparemment insoluble, étant, surtout depuis la mécanique newtonienne : « comment la liberté est-elle possible dans un monde de perpétuelle causalité ? »
Dans le même esprit, concernant les fondements de la physique, il donne une preuve logique du Free Will Theorem (en) de John Conway et Simon Kochen, et, concernant le déterminisme, une preuve que ni en physique quantique, ni en physique classique, le déterminisme absolu, même théorique, n’est possible: le Démon de Laplace ne peut prévoir sa mémoire future. Sur ce sujet toujours actuel, il a donné aussi un exposé philosophique et plus général. L’article Sur une définition réaliste et discrète du temps physique (Réflexions physiques et logiques sur les théories du temps), écrit en l'honneur de Jacques Merleau-Ponty, montre que le temps est essentiellement une création de la conscience grâce à la propriété essentielle de celle-ci qui est la mémoire ; la physique ne connaît que la notion fondamentale de changement et ne peut définir le temps qui passe, ni surtout ce qui différencie le passé et le présent. En ce qui concerne justement la conscience, postulant que seule la conscience connaît la conscience, Reznikoff s’efforce de montrer rigoureusement par des arguments logiques et topologiques, contre les tendances contemporaines, que certaines propriétés de la conscience visuelle ne peuvent s’expliquer par des données uniquement physiques.

### Musicologie, art sacré et chant antique
En musique, au début des années 1970, devant les évolutions de la liturgie catholique, Iégor Reznikoff aborde la question des fondements de l’art sacré, en particulier dans la compréhension et à partir des exemples des liturgies anciennes encore vivantes (chrétiennes d’Orient, bouddhiques, hindoues…). Il insiste sur la distinction nécessaire entre art religieux et art sacré. L’art religieux (peinture, musique, architecture…) a un prétexte, un motif religieux, mais ses moyens sont les mêmes que ceux de l’art profane correspondant, tandis que l’art sacré, au sens propre, est fonctionnel, sa fonction étant d’aider à la prière et de permettre un accès à des niveaux profonds de conscience; aussi les moyens de l’art sacré sont spécifiques,. Dans ce contexte, il mène une réflexion approfondie et comparée sur les traditions des Églises d’Occident et d’Orient. Le texte antique qui aborde le sujet d’une relation possible au monde «invisible», est évidemment grec, c’est le Timée de Platon, texte sur lequel Reznikoff fera un cours au département de philosophie de l’université de Paris X, de 1975 à 2008,.
En ce qui concerne le chant, il entreprend, en 1972, un travail sur le chant chrétien antique. Dès 1974, sous l’influence d’Yvette Grimaud, il aborde ce chant suivant l’intonation juste de la modalité et des gammes antiques (non tempérées), et pour cela, étudie dans cet esprit la musique et le chant de très nombreuses traditions orales, d’abord byzantines et des Églises d’Orient, puis avec des maîtres d’autres traditions (Nageswara Rao Mokapati, Darioush Tala'i, Kudsi Ergüner…), et organise des concerts privés avec eux. L’approche du chant, compte tenu de sa création latine (de la fin du IVe siècle à la fin du VIe siècle), de sa fixation (fin VIIIe siècle) et compte tenu de sa transmission essentiellement orale (jusqu’aux Xe et XIe siècles), sans notes de musique, sans partitions, mais avec la chironomie (mouvement de la main qui suit le mouvement du son dans le corps et qui donne la notation en neumes) et toujours suivant les intervalles des gammes antiques (principalement la gamme pythagoricienne et la naturelle), cette approche apparaît radicalement nouvelle. Sur des bases musicales sérieuses et musicologiques modernes, elle disqualifie, dans une grande mesure, les approches note par note et suivant la gamme tempérée du piano, issues des chœurs de la fin du XIXe s. et toujours pratiquées par ailleurs. Dans le même esprit, il réhabilite le chant de soliste – dont le Graduel est en grande partie constitué – s’attirant ainsi les foudres des intégristes. Il a des échanges suivis et féconds avec l’abbaye Saint-Pierre de Solesmes, en particulier avec Eugène Cardine, Dom Jean Claire, Maître de Chapelle, et Dom Hourlier; il participe avec eux au colloque sur le chant grégorien, à Strasbourg (1975),.
Iégor Reznikoff est alors amené à étudier, pour la pratique du chant, la résonance des églises préromanes et surtout romanes. Il enregistre plusieurs CD de chant ancien mais aussi ses propres créations (Grand Magnificat, Cantates à sainte Marie-Madeleine, Cantate à saint Michel). Sous l’impulsion de Michel Hugo, il reprend les questions de l’origine et de l’histoire du chant grégorien. Au séminaire sur l’Antiquité tardive de Pierre Riché, au département d’histoire de l’université de Paris X, en 1977, il donne la preuve indiscutable (Lettre V du pape et écrits carolingiens) que si Grégoire le Grand a joué un rôle important pour ce qui concerne le Sacramentaire qui porte son nom, il n’a, par contre, rien à voir avec le chant appelé «grégorien» par les restaurateurs de la fin du XIXe siècle. Selon Iégor Reznikoff, ce chant, quant au style musical et mélodique, ne provient pas de l’Église de Rome, même s’il lui est apparenté, mais essentiellement de la tradition des Gaules chrétiennes, tradition qui était encore celle des Carolingiens qui ont progressivement fixé le chant,,,.
Ayant travaillé le chant liturgique avec plusieurs monastères ou communautés (en particulier avec le Monastère cistercien de Rochefort en Belgique, la Communauté de l’Arche de Lanza del Vasto…), il a une œuvre liturgique importante, en latin et en français, mais aussi dans d’autres langues.
Dans un article que la revue Diapason lui consacre en 2010, l'éditorialiste du magazine le qualifie de « l'un des meilleurs spécialistes du chant sacré […] un découvreur, un styliste et un guide spirituel ».

### Préhistoire
Le travail de Iégor Reznikoff sur la résonance romane, et plus généralement des édifices sonores, l’amène, à l’invitation du préhistorien Michel Dauvois, à étudier, dès 1983, celle des grottes préhistoriques à peintures.
C’est l’occasion d’une grande découverte: la corrélation entre les emplacements des peintures et la qualité acoustique de ces emplacements dans la grotte. Découverte qu'il présente à l'Académie des sciences en 1987,,. Ces travaux,, sont à l'origine du développement de l'archéoacoustique, branche de l’archéologie qui étudie l'acoustique en relation avec les sites et les objets archéologiques; ils ont été repris et les résultats confirmés (notamment par Riitta Rainio et Margarita Diaz-Andreu pour les peintures en plein air).

### Anthropologie sonore et thérapie par le son
Ces travaux sur le chant, sur la voix, la perception corporelle du son, l’intonation juste des gammes naturelles, enfin sur la résonance et les sons dans la préhistoire, se rapportent à ce qu'Iégor Reznikoff nomme l’« Anthropologie Sonore », c’est-à-dire ce qui concerne le son et l’homme. Plusieurs articles traitent de ce sujet,,, et plus particulièrement de la thérapie par le son de la voix, sujet sur lequel il a donné de nombreux enseignements,,,.

## Discographie
Iégor Reznikoff, « beau baryton chaleureux », chante a capella et rappelle que l'accompagnement du grégorien à l'orgue est une invention du XIXe siècle.
- Alleluias et Offertoires des Gaules, Harmonia Mundi 1980 (CD 1989).
- Le Chant du Thoronet (avec une étude sur la résonance dans l’architecture romane), Studio SM, Paris, 1981 (CD 1989).
- Le Chant de Fontenay (avec une étude sur la résonance dans l’architecture cistercienne), Studio SM, Paris, 1989.
- Le Chant de Vézelay : le vase de parfum (avec une étude sur la résonance de la basilique de Vézelay), Studio SM, Paris, 1992.
- Le Chant de Vézelay : Marie-Madeleine au tombeau, Studio SM, Paris, 1993.
- Le Chant du Mont Saint-Michel (avec une étude sur la résonance romano-gothique de l’église abbatiale), Studio SM, Paris, 2001. Réédition ADF-Bayard, 2021. Cet enregistrement obtient plusieurs critiques élogieuses :
  - le « Diapason d’Or » en novembre 2001 à l'issue de la critique du magazine Diapason qui conclut « La réflexion de Reznikoff pour faire résonner un lieu et choisir la musique qui lui convient, est exemplaire et rare. L'enregistrement est un précieux témoignage de cet art »[27] ;
  - les ffff du magazine Télérama ;
  - le classement en premier de la catégorie « musique classique » pour Les Voix Ensevelies, sélectionnées par la BNF et l’Opéra de Paris pour L’Urne du XXIe siècle[28].
- Early Christian Chants, Smiling stars (Helsinki), 2011.